# Cantonul Landivisiau
Cantonul Landivisiau este un canton din arondismentul Morlaix, departamentul Finistère, regiunea Bretania, Franța.

## Comune
- Bodilis
- Guimiliau
- Lampaul-Guimiliau
- Landivisiau (reședință)
- Plougourvest
- Plounéventer
- Saint-Derrien
- Saint-Servais